# 177P/Barnard
177P/Barnard (Barnard 2) – kometa okresowa z rodziny komet typu Halleya.

## Odkrycie
Kometę tę odkrył 24 czerwca 1889 roku Edward Emerson Barnard. Nosi ona nazwę pochodzącą od odkrywcy.
Kometa powróciła w pobliże Słońca po 117 latach. Została wówczas przypadkowo wykryta 23 czerwca 2006 roku przez program LINEAR i początkowo zaklasyfikowana jako planetoida. Wkrótce potem Włoch L. Buzzi wykonał jej zdjęcia i zorientował się, że to kometa. Obliczenie jej orbity pozwoliło ustalić, że jest to ta sama kometa, którą odkrył Barnard w 1889 roku.

## Orbita komety i właściwości fizyczne
Orbita komety 177P/Barnard ma kształt elipsy o mimośrodzie 0,95. Jej peryhelium znajduje się w odległości 1,11 au, aphelium zaś 47,57 au od Słońca. Jej okres obiegu wokół Słońca wynosi obecnie 120,07 roku, nachylenie do ekliptyki to wartość 31,18˚.
Średnica jądra tej komety to najwyżej kilka kilometrów.